# بابالو (قاخ)
بابالو (به لاتین: Babalo) یک منطقه مسکونی در جمهوری آذربایجان است که در شهرستان قاخ واقع شده است.